# 銅線

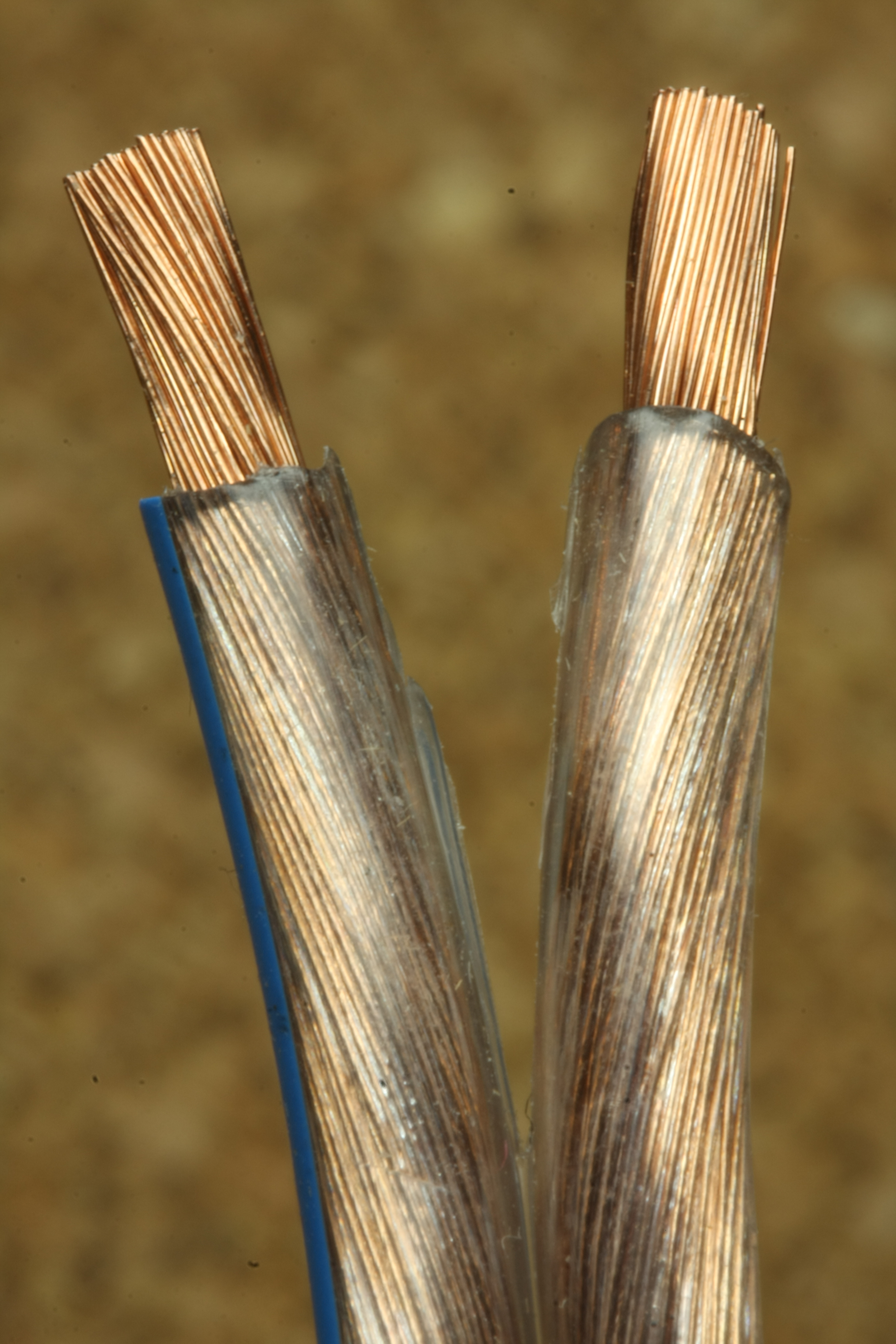
铜线

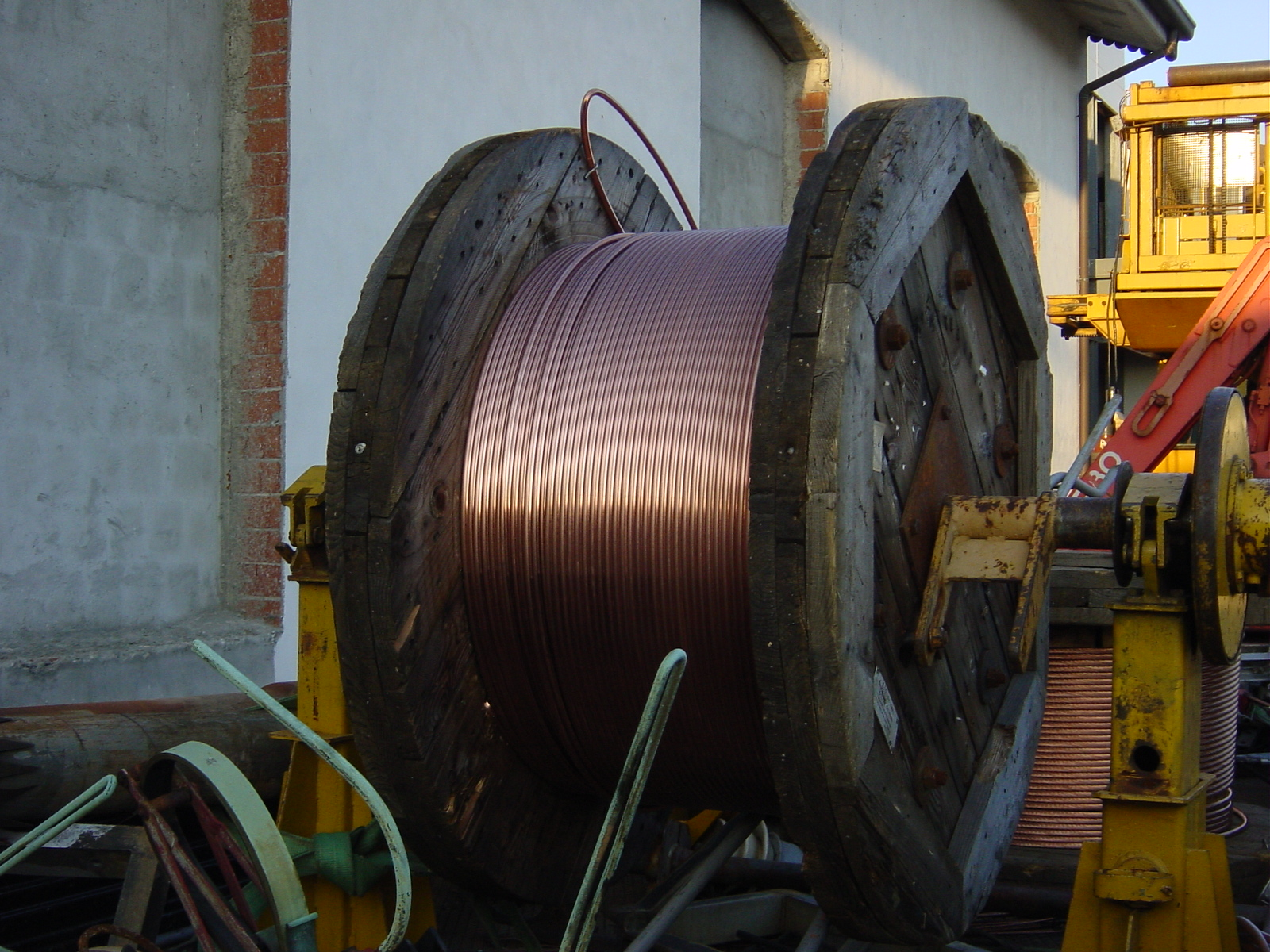
铜缆

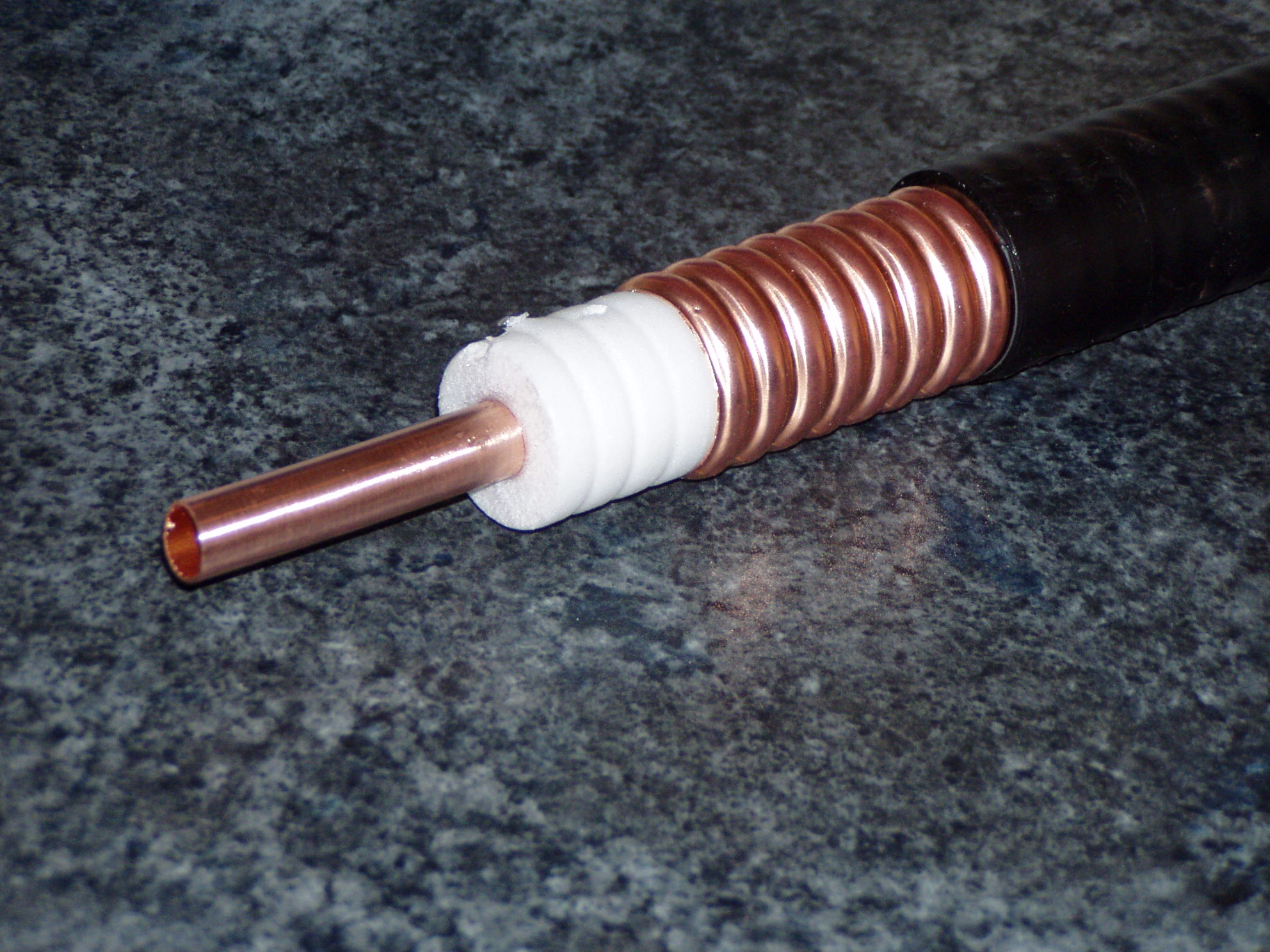
由铜制成的同轴电缆

自1820年代電磁鐵和电报被發明以来，铜一直是电线生產所需的原材料。 1876年电话的发明使得人們對铜线的需求不斷增加。 
铜是在电线中充當电导体。发电、输电、配电、电信、電爐、电子电路和无数类型的电气设备中都要用到铜线。建筑物中的电线對铜工业來說是最重要的市场。大约一半被开采的铜用于制造电线。